# Liste der Bodendenkmale in Horstedt (Sottrum)
In der Liste der Bodendenkmale in Horstedt sind alle Bodendenkmale der niedersächsischen Gemeinde Horstedt (Sottrum) aufgelistet. Die Quelle ist der Denkmalatlas Niedersachsen. 
Der Stand der Liste ist der 30. November 2024.
Allgemein

Horstedt im Landkreis Rotenburg (Wümme)

In den Spalten finden sich folgende Informationen des Bodendenkmales:
Lagegeographische Koordinaten
BezeichnungBezeichnung lt. Denkmalatlas
BeschreibungBeschreibung lt. Denkmalatlas
IDObjekt-ID
BildBild, ggf. zusätzlich mit Link zu weiteren Fotos im Medienarchiv Wikimedia Commons.

## Horstedt
| Lage                       | Bezeichnung           | Beschreibung | ID       | Bild |
| -------------------------- | --------------------- | --- | -------- | ---- |
| 53° 9′ 51″ N, 9° 13′ 15″ O | Horstedt 3, Grabhügel | Durchmesser ca. 20 m und Höhe ca. 1,1 m. Ebenmäßig gewölbt, Rand deutlich abgesetzt, im Südwesten etwas abgetragen. Oberfläche mit Tiergängen übersät. Einige faustgroße Steine sichtbar; an Süd-Seite einige größere Steine. Einziger erhaltener einer Gruppe von drei Grabhügeln. | 28971968 | BW   |
| 53° 9′ 55″ N, 9° 13′ 25″ O | Horstedt 4, Grabhügel | Durchmesser ca. 10 m und Höhe ca. 0,5 m. Rand allmählich auslaufend; Oberfläche uneben. In der Mitte große, alte Eingrabung, ca. 2 × 2 m. Am Südwest-Rand alte Erdentnahme, an der West-Seite große Fuchsbaue.                                                                      | 28972574 | BW   |

## Winkeldorf
| Lage                       | Bezeichnung             | Beschreibung | ID       | Bild |
| -------------------------- | ----------------------- | --- | -------- | ---- |
| 53° 12′ 4″ N, 9° 11′ 30″ O | Winkeldorf 6, Grabhügel | Durchmesser ca. 1 m und Höhe ca. 1 m. Hoch, ebenmäßig gewölbt. Rand deutlich abgesetzt. Von Süden Sandentnahme. | 28972942 | BW   |

### Winkeldorf 7
- ID:28972950
- Drei Grabhügel in einer Reihe in West-Ost-Richtung. Dm. 11 – 12 m; H. ca. 0,6 – 1,5 m.

| Lage                       | Bezeichnung  | Beschreibung | ID       | Bild |
| -------------------------- | ------------ | --- | -------- | ---- |
| 53° 12′ 1″ N, 9° 11′ 19″ O | Winkeldorf 7 | Durchmesser ca. 11 m und Höhe ca. 0,6 m. Ebenmäßig gewölbt. Rand flach auslaufend, im Norden deutlich abgesetzt. Alte Einmuldungen.                                            | 28972947 | BW   |
| 53° 12′ 1″ N, 9° 11′ 18″ O | Winkeldorf 8 | Dünenähnlich, länglich-oval in Ost-West-Richtung, 13 × 9,5 m; H. ca. 1 m. Rand flach auslaufend, im Osten deutlich abgesetzt. Flache Vertiefungen. Im Süden alte Sandentnahme. | 28972949 | BW   |
| 53° 12′ 1″ N, 9° 11′ 17″ O | Winkeldorf 9 | Durchmesser ca. 12 m und Höhe ca. 1,5 m. Ebenmäßig gewölbt. Rand im Norden und Westen deutlich abgesetzt, sonst flach auslaufend.                                              | 28972948 | BW   |

### Winkeldorf 12
- ID:28972965
- Neun Grabhügel mit Dm. 9 – 15 m und H. 0,40 – 1,10 m in zwei Reihen von Südwest nach Nordost bzw. West nach Ost.

| Lage                        | Bezeichnung   | Beschreibung | ID       | Bild |
| --------------------------- | ------------- | --- | -------- | ---- |
| 53° 11′ 42″ N, 9° 11′ 19″ O | Winkeldorf 12 | Durchmesser ca. 10 m und Höhe ca. 0,4 m. Ebenmäßig flach gewölbt. Rand sanft auslaufend. | 28972951 | BW   |
| 53° 11′ 41″ N, 9° 11′ 18″ O | Winkeldorf 13 | Durchmesser ca. 13,5 m und Höhe ca. 1,1 m. Nordwest-Rand deutlich abgesetzt, sonst flach auslaufend. Oberfläche durch einige alte, flache Sandentnahmen uneben.                                                                                         | 28972956 | BW   |
| 53° 11′ 41″ N, 9° 11′ 17″ O | Winkeldorf 14 | Durchmesser ca. 15 m und Höhe ca. 0,6 m. Rand allmählich auslaufend. In der Mitte weite, muldenförmige Eintiefung durch alte Sandentnahmen. | 28972955 | BW   |
| 53° 11′ 40″ N, 9° 11′ 17″ O | Winkeldorf 15 | Durchmesser ca. 13 m und Höhe ca. 0,4 m. Ebenmäßig flach gewölbt; Rand kaum abgesetzt. Einzelne flache Eintiefungen. | 28972958 | BW   |
| 53° 11′ 39″ N, 9° 11′ 16″ O | Winkeldorf 16 | Durchmesser ca. 12,5 m und Höhe ca. 0,4 m. Ebenmäßig flach gewölbt; Rand sanft auslaufend. Einige flache Eintiefungen. | 28972961 | BW   |
| 53° 11′ 39″ N, 9° 11′ 14″ O | Winkeldorf 17 | Durchmesser ca. 9 m und Höhe ca. 0,7 m. Rand deutlich abgesetzt. Oberfläche durch alte, z.T. größere Eingrabungen uneben. | 28972960 | BW   |
| 53° 11′ 38″ N, 9° 11′ 15″ O | Winkeldorf 18 | Durchmesser ca. 14 m und Höhe ca. 0,6 m. Ebenmäßig gewölbt; Rand abgesetzt. Oberfläche durch Eingrabungen und Tiergänge sehr uneben. Über die West-Hälfte verlaufen Pflugfurchen von Nordwest nach Südost. Einige Steine mit Dm. von ca. 0,15 – 0,25 m. | 28972962 | BW   |
| 53° 11′ 38″ N, 9° 11′ 17″ O | Winkeldorf 19 | Durchmesser ca. 14 m und Höhe ca. 0,6 m. Weit gewölbt; Rand deutlich abgesetzt. Größere ältere Sandentnahme. Über den südwestlichen Rand verlaufen alte Pflanzfurchen.                                                                                  | 28972963 | BW   |
| 53° 11′ 38″ N, 9° 11′ 18″ O | Winkeldorf 20 | Durchmesser ca. 15 m und Höhe ca. 1 m. Ebenmäßig flach gewölbt. Rand im Norden deutlich abgesetzt, sonst weit auslaufend. Einzelne weite Einmuldungen.                                                                                                  | 28972964 | BW   |